# Station Schladen (Harz)
Station Schladen (Harz) (Bahnhof Schladen (Harz)) is een spoorwegstation in de Duitse plaats Schladen, in de deelstaat Nedersaksen. Het station ligt aan de spoorlijn Braunschweig - Bad Harzburg. 

## Indeling
Het station beschikt over twee zijperrons, die niet zijn overkapt maar voorzien van abri's. De perrons zijn verbonden via de overweg in de straat Hermann-Müller-Straße. Het oostelijke perron sluit direct aan op het busstation van Schladen waardoor busreizigers snel kunnen overstappen op de treinen naar Braunschweig. Bij het busstation bevindt zich ook een parkeerterrein en een fietsenstalling. Aan de westzijde bevindt zich het voormalige stationsgebouw.

## Verbindingen
De volgende treinseries doen het station Schladen aan:
| Serie | Treinsoort           | Route                                                                         | Bijzonderheden                    |
| ----- | -------------------- | ----------------------------------------------------------------------------- | --------------------------------- |
| RB 42 | Regionalbahn (Erixx) | Braunschweig Hbf – Wolfenbüttel – Schladen (Harz) – Vienenburg – Bad Harzburg | Gekoppeld aan RB 43 in Vienenburg |
| RB 43 | Regionalbahn (Erixx) | Braunschweig Hbf – Wolfenbüttel – Schladen (Harz) – Vienenburg – Goslar       | Gekoppeld aan RB 42 in Vienenburg |